# Fjälltjärnet (Svanskogs socken, Värmland)
Fjälltjärnet är en sjö i Säffle kommun i Värmland och ingår i Göta älvs huvudavrinningsområde. Sjöns area är 0,03 kvadratkilometer och den är belägen 187 meter över havet.